# Yes!Japan
Yes!Japan（イエス・ジャパン）とは、2016年のオリンピック、パラリンピックを日本に招致する市民運動(ムーブメント)である。国際オリンピック委員会、日本オリンピック委員会及び東京オリンピック・パラリンピック招致委員会とは何の関係も無い。

## 背景
2008年に行われたIOCによる候補都市選定において、東京はシカゴ、マドリード、リオ・デ・ジャネイロと並んで、最終候補の一つに選ばれた。
その際にIOCワーキンググループが行った「申請ファイル」の評価において、総合点で最高の評価を得ている。
一方で、唯一「世論調査の結果等」の項目が他の都市に比べて低いという結果が出ており、招致に向けての最大の努力項目となっていた。2008年1月に行われた支持率調査において70.2%という数字に達しているが、さらにその機運を盛り上げるため、草の根レベルの市民活動として開始された。

## 目的
2016年に日本でのオリンピック・パラリンピック開催について『一人でも多くの人に、今すぐ「Yes」と言ってもらうこと』 を活動の目的としている。

## 参加方法
「各自が自分に出来る範囲内で「自分は開催に賛成している」ということの意思表示を行うこと」をアクションの目的としており、特定の行動を求めている訳ではないことが特徴。
- 著名人賛同者による、マスメディアでの告知。
- 一般市民による、友人知人へのクチコミ、ブログやSNSを通じた「Yes」の意志の表明。

などが具体的なアクションとして例示されている。

## 主な賛同者
2009年3月9日時点では下記の著名人が賛同を表明していた。
- 成田真由美（パラリンピック競泳金メダリスト）
- 古田敦也（ソウルオリンピック銀メダリスト）
- 田中ウルヴェ京（シンクロソウルオリンピック銅メダリスト）
- 中竹竜二（早稲田大学ラグビー部監督）
- 長塚智広（自転車アテネオリンピック銀メダリスト）
- 原田裕花（アトランタオリンピックバスケットボール女子日本代表）
- 高倉麻子（アトランタオリンピックサッカー女子日本代表）
- 八塩圭子（フリーアナウンサー）
- 十文字貴信（自転車アトランタオリンピック銀メダリスト）
- 伏見俊昭（自転車アテネオリンピック銀メダリスト）
- 岩崎恭子（バルセロナオリンピック金メダリスト）
- CHAGE（ミュージシャン）
- 秋元康（作詞家）
- 武田美保（シンクロスイマー）
- 水野裕子（タレント）
- 小山薫堂（放送作家脚本家）
- 田中雅美（シドニーオリンピック競泳銅メダリスト）
- 武田双雲（書道家）
- タケカワユキヒデ（ミュージシャン）
- 真島理一郎（国際オンリーピック委員会会長、映画「東京オンリーピック」総監督）
- 蝶野正洋（プロレスラー）
- セルジオ越後　（日光アイスバックシシニアディレクター サッカー評論家）
- 君原健二（陸上）
- エリック・ワイナイナ（陸上）
- 市橋有里（陸上）
- 澤野大地（陸上・棒高跳び）
- 槙原寛己（野球）
- 上山容弘（トランポリン）
- 片山梨絵（自転車）
- 廣道純（車いす陸上）
- 京谷和幸（車いすバスケットボール）
- 佐藤真海（義足陸上）
- 山本篤（義足陸上）
- 西山和明（スポーツフォトグラファー）
- 文化シヤッター Buzz Bullets（フライングディスク/アルティメット　チーム）